# Biografielijst Nw

## Nwa
- Chidi Nwanu (1967), Nigeriaans voetballer